# Tridecansäure
Die Tridecansäure ist eine gesättigte langkettige Fettsäure mit ungeradzahliger Kohlenstoffzahl und gehört zur Stoffgruppe der Alkansäuren. Ihre Salze und Ester heißen Tridecanoate.

## Vorkommen
Wie die meisten langkettigen Fettsäuren mit ungerader Kohlenstoffzahl kommt Tridecansäure in der Natur nur selten und in geringer Konzentration vor.
So wurde sie beispielsweise mit Anteilen von 0,24 % bis 0,64 % der Gesamtfettsäuren in manchen Süßwasserarten der Cyanobakterien gefunden.
Auch in einigen Pflanzenölen finden sich niedrige Gehalte an Tridecansäure, so zu 0,07 % im Blattöl von kubanischer Weinraute (Ruta graveolens) und zu 0,3 % im kubanischen Sternfruchtöl (Averrhoa carambola) u. a.
Hauptfettsäure ist sie bei einem Anteil von fast 90 % der Fettsäuren in den Samen der australischen Pflanze Stackhousia tryonii.

## Gewinnung und Darstellung
Tridecansäure kann durch Oxidation von 1-Tetradecen mit Kaliumpermanganat hergestellt werden.

## Verwendung
Tridecansäure wird in Konzentrationen bis zu 8 % in Parfümkonzentraten verwendet. Wegen ihrer Seltenheit und ihres geringen Vorkommens in biologischem Material wird sie außerdem in der gaschromatographischen Analyse von Fettsäuren häufig als interner Standard eingesetzt.